# Ås, Akershus
Ås är en tätort som utgör centralort i Ås kommun i Akershus fylke i sydöstra Norge. Orten ligger vid Østfoldbanan, omkring 30 kilometer söder om Oslo och hade 10 762 invånare 2022.
I Ås ligger bland annat Norges miljø- og biovitenskapelige universitet (NMBU, tidigare UMB/NLH).